# 카부델가두주

카부델가두주

카부델가두주(포르투갈어: Cabo Delgado)는 모잠비크 최북단에 위치한 주로, 주도는 펨바이며 면적은 77,867km2, 인구는 1,650,270명(2006년 기준)이다. 남쪽으로는 남풀라주, 서쪽으로는 니아사주와 인접해 있으며 북쪽으로는 탄자니아와 국경을 맞대고 있고 동쪽으로는 인도양과 맞닿아 있다.

## 인구
| 연도    | 인구      | ±% p.a. |
| ------- | --------- | ------- |
| 1980    | 940,000   | —       |
| 1997    | 1,380,202 | +2.29%  |
| 2007    | 1,634,162 | +1.70%  |
| 2017    | 2,320,261 | +3.57%  |
| source: |           |         |